# Tentação (filme)
Tentação é um filme português, uma longa-metragem de ficção realizada por Joaquim Leitão no ano de 1997. Ganhou o Globo de Ouro de 1998 para Melhor Filme.

## Sinopse
Padre António é um sacerdote por vocação, empenhado e generoso, muito querido das gentes de Vila Daires, uma terra pacata do Norte do país. Mas Padre António é também um homem, e Vila Daires não é tão pacata como parece. As boas intenções do Padre não vão ser suficientes para travar a agudização dos conflitos. E quando o seu destino se cruza com o de Lena, a "ovelha negra" da vila,o Padre vai também ser forçado a confrontar-se com os seus próprios demónios.
Sobretudo com aqueles que nunca sequer julgou que pudessem existir.

## Elenco
- Joaquim de Almeida... padre António
- Cristina Câmara... Lena
- Diogo Infante... Hélder
- Ana Bustorff... Alzira
- João Lagarto... Inácio
- Francisco Nicholson...
- Sofia Leite... Ana
- Ana Hortelão... Rita
- António Capelo... Albano
- José Eduardo... Trancoso
- Manuel Sá... tio Tiago
- José Meireles... Rafa
- Carmen Santos... Maria
- Francisco D'Orey... tio Joaquim
- Carlos Pimenta... cônsul
- Fernando Heitor... director clínico